# Ennio Antonelli
Ennio Antonelli, italijanski rimskokatoliški duhovnik, škof in kardinal, * 18. november 1936, Todi.

## Življenjepis
2. aprila 1960 je prejel duhovniško posvečenje.
25. maja 1982 je bil imenovan za škofa Gubbia in 29. avgusta istega leta je prejel škofovsko posvečenje.
Med 6. oktobrom 1988 in 26. majem 1995 je bil nadškof Perugie-Città della Pieve. 21. marca 2001 je bil imenovan za nadškofa Firenc, nato je bil 2008–2012 predsednik papeškega sveta za družino v rimski kuriji.
21. oktobra 2003 je bil povzdignjen v kardinala in imenovan za kardinal-duhovnika S. Andrea delle Fratte.